# گمینا کژانوویتسه
گمینا کژانوویتسه (به لهستانی:  Gmina Krzanowice) یک گمینا در لهستان است که در شهرستان راچیبوژ واقع شده‌است. گمینا کژانوویتسه ۴۷٫۰۶ کیلومتر مربع مساحت و ۶٬۰۸۲ نفر جمعیت دارد.

## نگارخانه

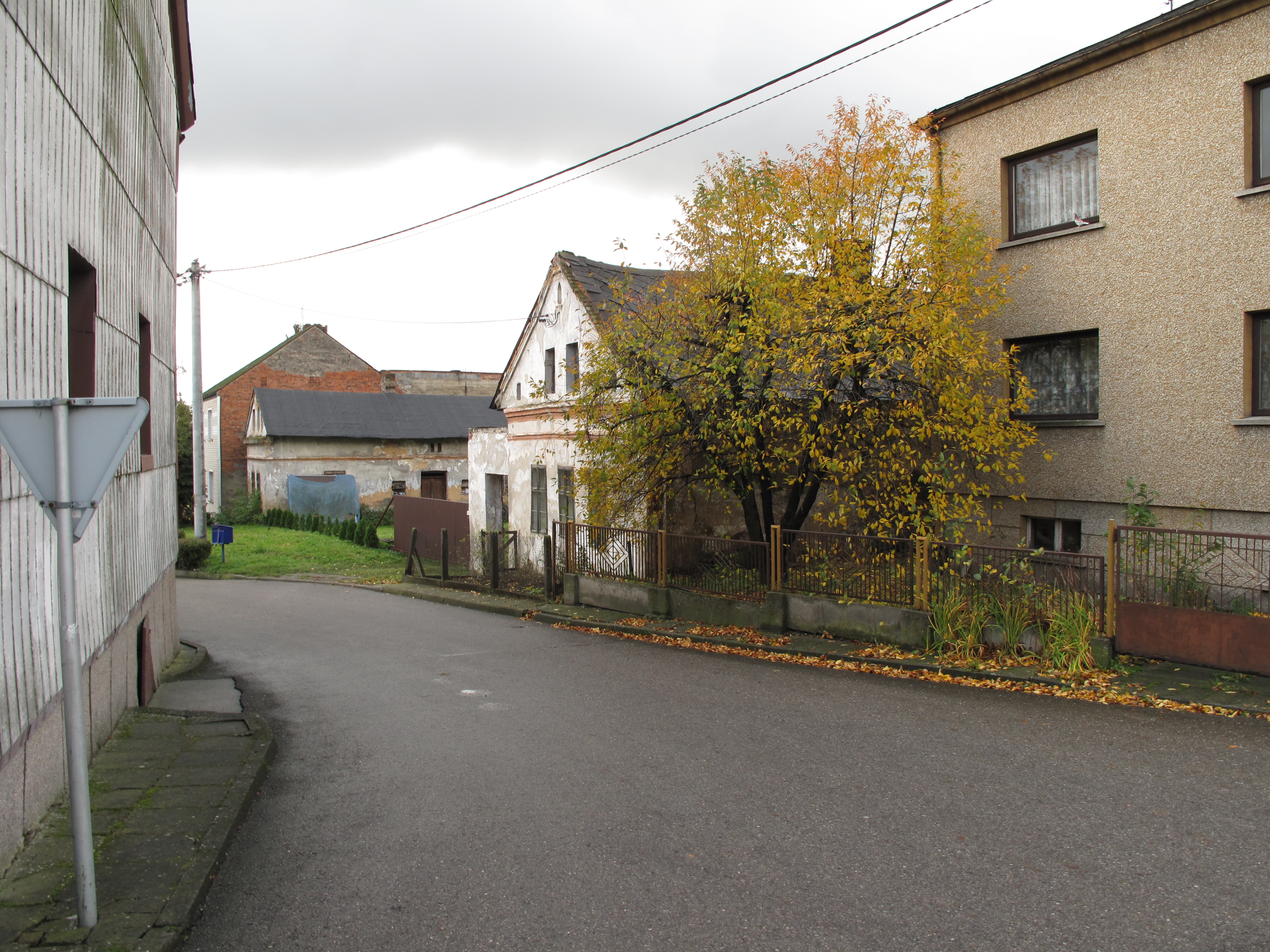
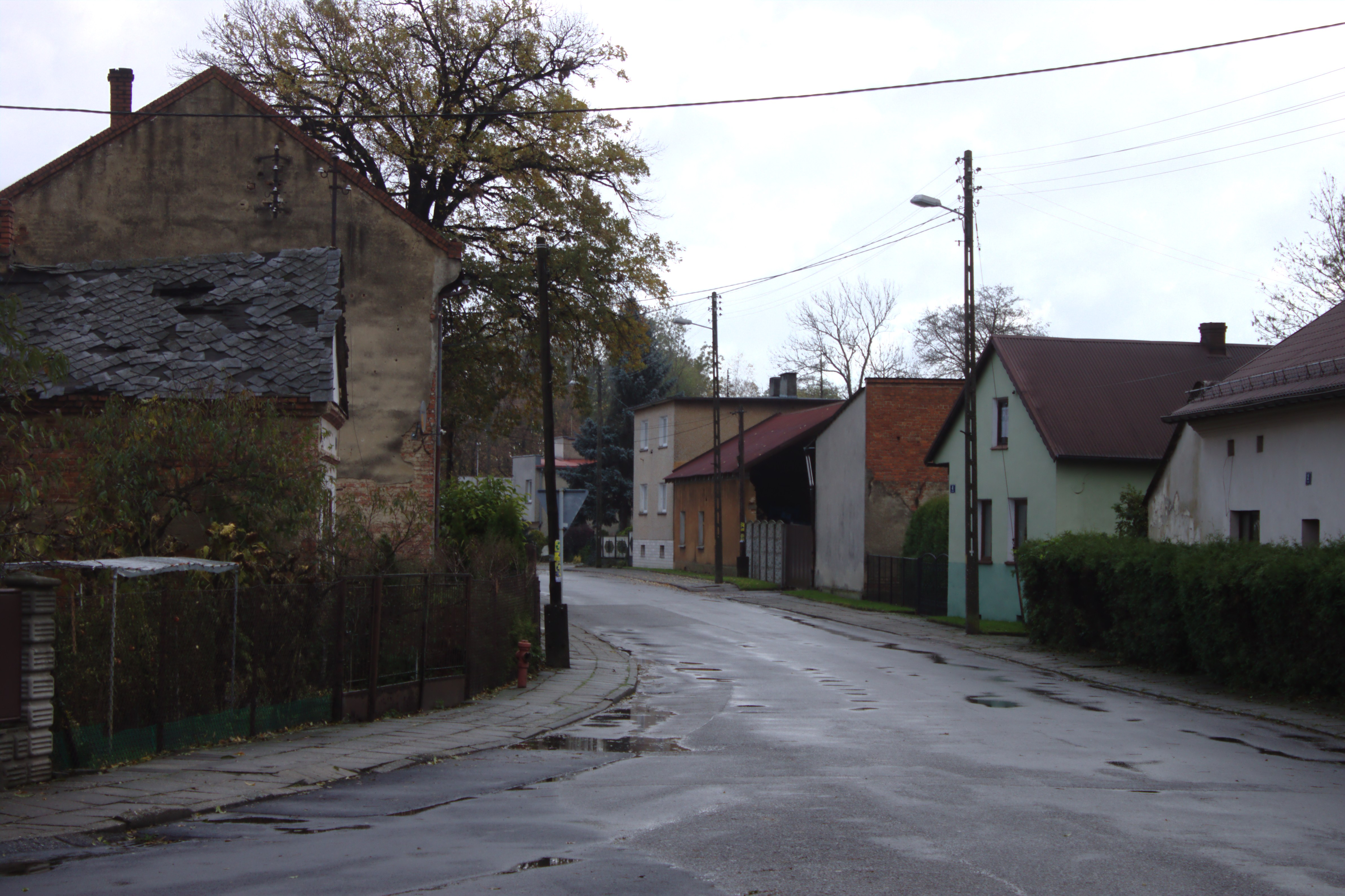
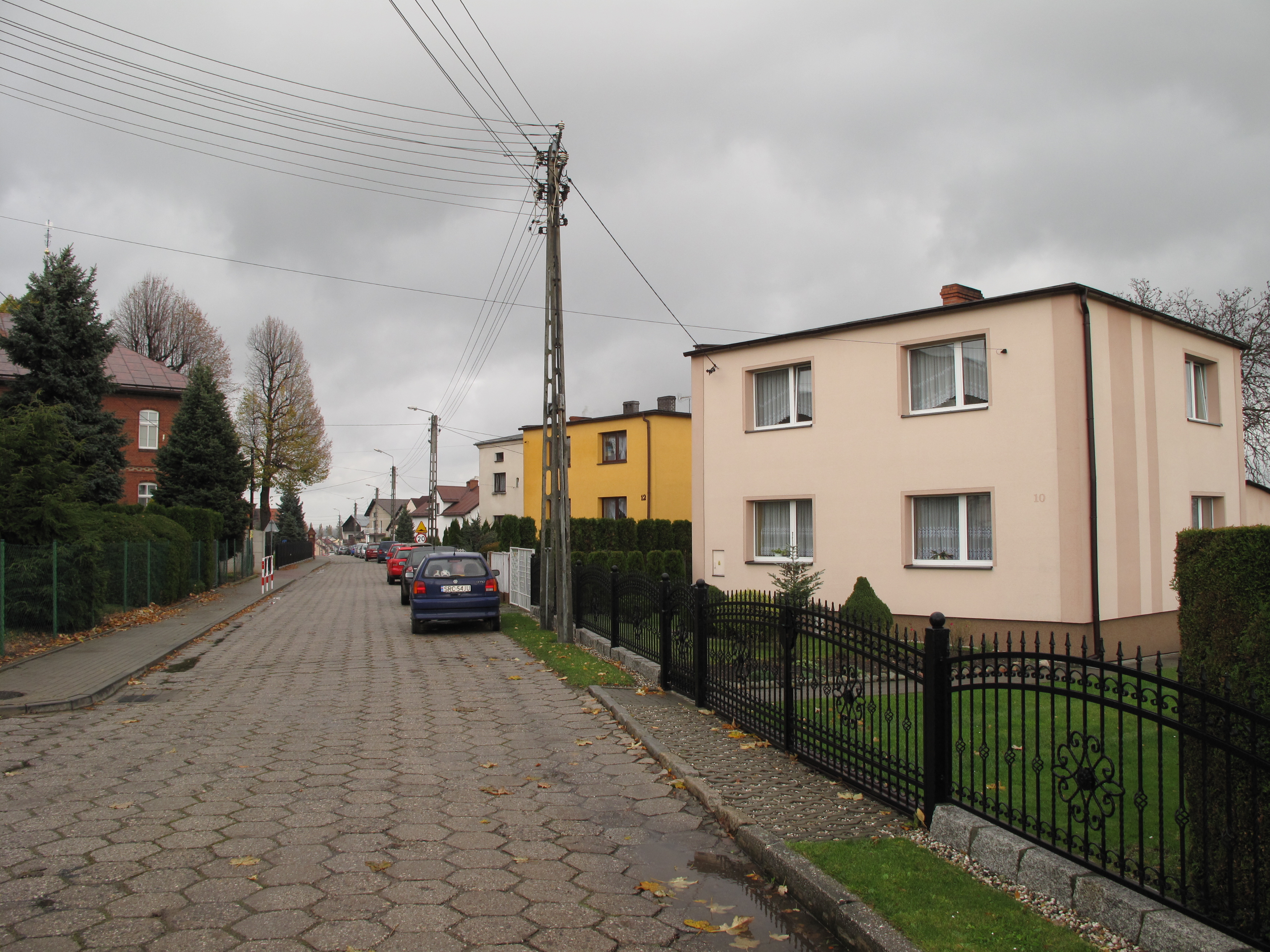